# Monestir de Santa María de Huerta
Santa María de Huerta és un monestir cistercenc situat a la localitat de Santa María de Huerta a la província de Sòria. Són terres de l'antiga frontera castellana entre el regne de Castella i el d'Aragó. El monestir actual va ser construït al segle xvi sobre l'antiga construcció del segle xii.

## Història
Fou fundat pel rei Alfons VII de Lleó i Castella, en compliment d'una promesa feta en el setge de Coria. Per a aquest projecte, el rei va portar l'any 1142, des de l'abadia de Berdoues a Gascunya (França), una comunitat de monjos cistercencs, amb el seu abat Rodulfo, que es va allotjar en un edifici molt pobre construït en un paratge anomenat Cántabos, al municipi de Fuentelmonge. El lloc triat tenia escassetat d'aigua i es va decidir fer un trasllat a les terres properes al riu Jalón, que es va dur a terme el 1162.
Martí de Finojosa va ser el quart abat del cenobi. Va ser nomenat bisbe de Sigüenza però va renunciar i va tornar al monestir, on va fer grans obres i transformacions fins a convertir el primitiu edifici en un altre de majors dimensions i de veritables trets cistercencs, que encara perdura. Alfons VIII va posar la primera pedra d'aquesta nova construcció el 20 de març de 1179. Es creu que les obres van ser realitzades sota la direcció del mestre d'obres de la Catedral de Sigüenza, i avançaren molt de pressa gràcies a la protecció real i a les abundants donacions.

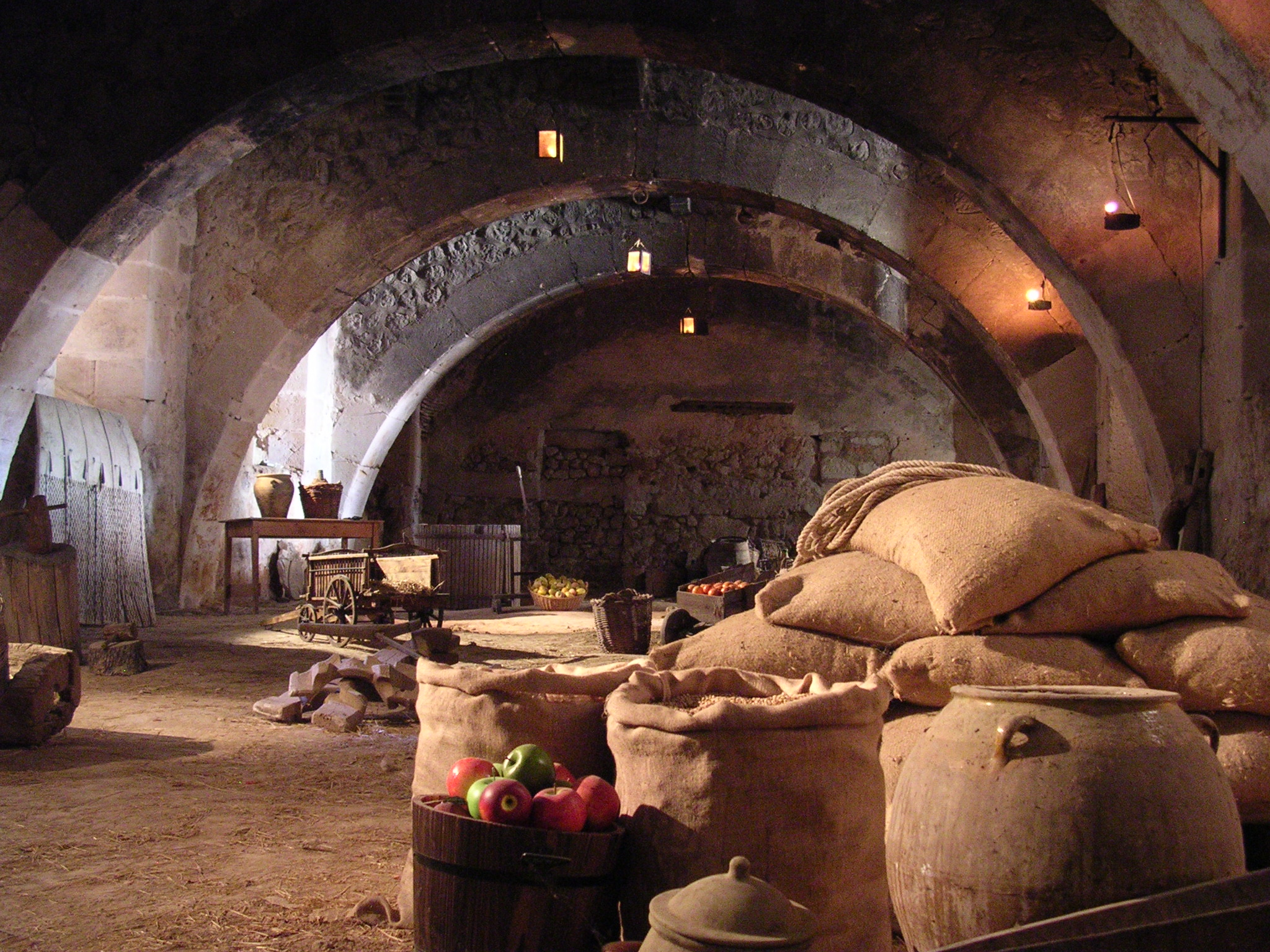
Antic magatzem o cilla del monestir cistercenc de Santa María de Huerta

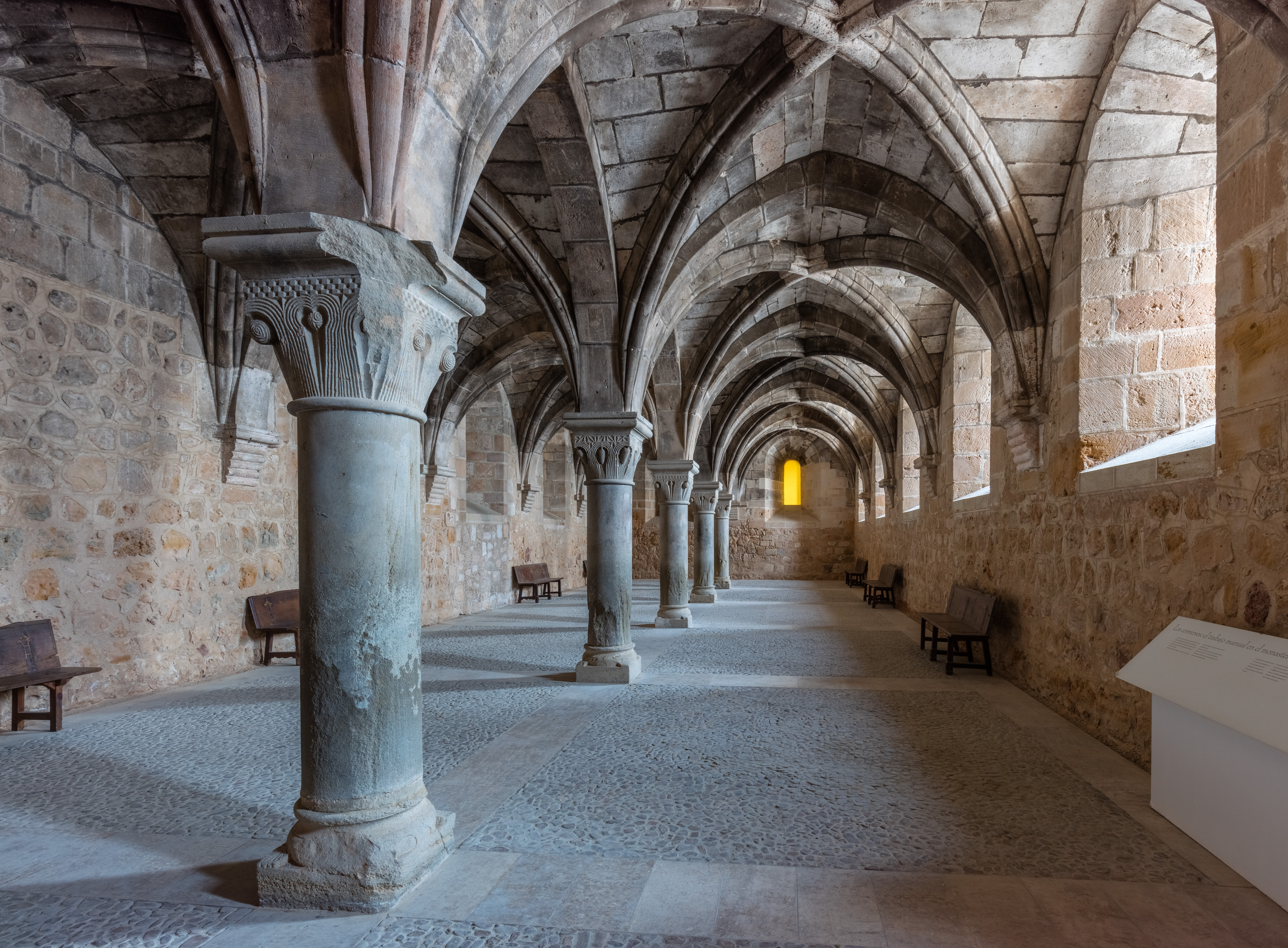
Arcades a l'interior del monestir.

Un dels grans patrocinadors d'aquest monestir va ser l'arquebisbe de Toledo, Rodrigo Jiménez de Rada. En el seu testament, signat a París a l'abril de 1201, establí que l'enterressin en aquest monestir. Al llarg dels anys aquest centre va rebre moltes donacions i almoines, enriquint constantment el seu patrimoni. S'hi van fer molts dels concilis de l'Orde del Cister. Patrocinadors importants van ser els senyors de Molina d'Aragó, Alfons VIII i els reis d'Aragó Alfons II i Pere II.
El 1215, Martín Nuño, majordom major d'Enric I i nebot de l'abat Martín de Finojosa, va costejar les obres del refetor. Al segle xvi va obtenir ajudes i beneficis de l'Emperador Carles V i de Felip II de Castella. Es van aixecar altres construccions i es va engrandir el complex monàstic.
El 1833, d'acord amb la desamortització de Mendizábal, van ser expulsats els monjos i només va quedar l'església com a parròquia. Aguilera y Gamboa, marquès de Cerralbo, va fer un estudi exhaustiu de tot el monument, fent-se càrrec de donar-ne a conèixer la història i l'inventari de les obres d'art. Gràcies a la seva tasca, pogué salvar-se de la ruïna total, i el 1882 va ser declarat monument nacional.

## Arquitectura
Totes les dependències del monestir (església, claustre, hort, panera (sitja), cellers, magatzems, camps de conreu, etc.) estan envoltades d'un mur amb vuit cubs emmerletats. Al segle xvi es va refer l'entrada ennoblint la porta amb el frontó, en la qual es pot veure una imatge de la Mare de Déu. El 1771 la porta va ser engrandida amb un cos superior que presenta un altre frontó adornat amb la gerra d'assutzenes, símbol de puresa relacionat sempre amb la Mare de Déu. La porta dona accés a un atri o plaça on hi ha a l'esquerra la casa "curato" que en el seu origen va ser cel·la abacial, porteria general i majordomia. Davant hi ha la façana de l'església amb una gran rosassa amb radis de columnetes, i una porta d'arc apuntat amb motllures llises i motllures de dents de serra. Els edificis del monestir pròpiament dit van ser construïts al segle xvi i només es conserva de finals del XII l'església, amb modificacions posteriors, reconstruïda i recuperada recentment.

### Església

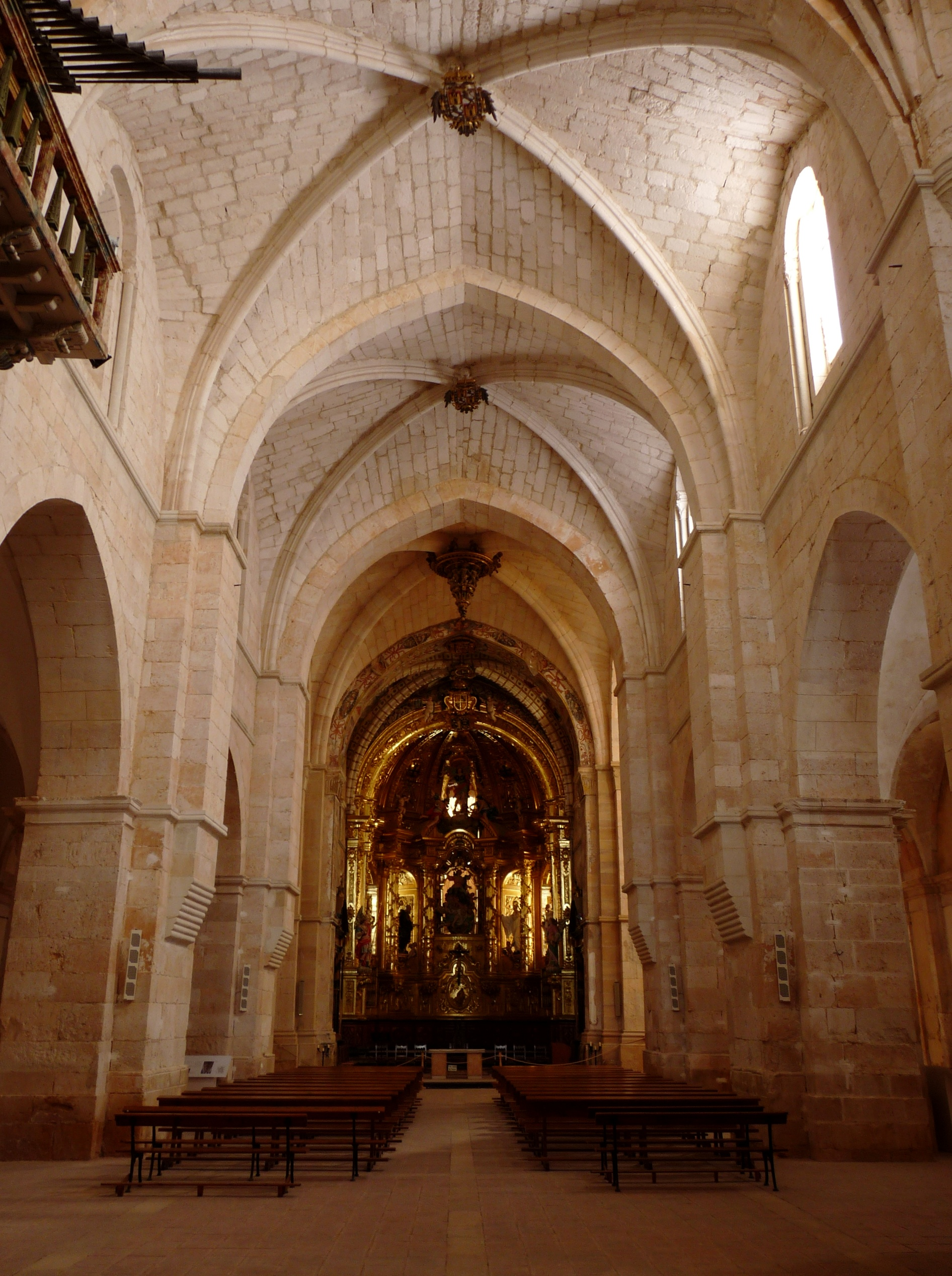
Interior de l'església, amb el retaule major al fons

Va ser fundada i col·locada la primera pedra per Alfons VIII de Castella el 20 de març de 1179. A finals del segle xviii es van fer obres i canvis classicistes. Es va començar a construir per l'absis semicircular. Les obres no es van allargar massa en el temps, amb excepció dels quatre últims trams de les naus, que van ser acabats ja entrat el segle xiii. Es van construir voltes senzilles i sostrada de fusta a la nau central, tot això va ser substituït el 1632 per voltes de llunetes. També va ser canviada la nau central en el segle xviii amb una cornisa afegida, correguda sobre capitells, i es va afegir la reixa (una obra d'art de reixeria) per aïllar la clausura dels trams destinats a parròquia. No es van fer canvis en l'exterior, on es pot veure una de les més austeres construccions de l'arquitectura del Cister, amb grans contraforts en el doble mur.
Té planta de tres naus i creuer amb cinc capelles absidals amb arcs apuntats i voltes de senzilla creueria. Dels cinc absis, el del centre és semicircular i els altres quatre són de planta rectangular, un model cistercenc que es va seguir també en el monestir de Santa María de Matallana (Valladolid).
La capella major està coberta per un retaule barroc de Félix Malo (de Calataiud), realitzat el 1766. A banda i banda del retaule estan posades unes urnes de marbre de Calatorao, del segle xvii, amb les restes del bisbe Jiménez de Rada i de l'abat Martín de Finojosa. Als costats de la capella hi ha els sepulcres dels ducs de Medinaceli, de 1632. En els murs del presbiteri hi ha grans frescos del segle xviii que representen escenes de la batalla de les Navas de Tolosa. Al braç sud del creuer hi han dos grans olis d'Alfons VII i Alfons VIII, també del segle xviii. Hi ha, a més, dos sepulcres romànics de la família Finojosa. El creuer dona accés a la capella vuitavada de Nostra Senyora del Desterrament, construïda entre 1747 i 1750, destinada a reliquiari. Allà es guarda una imatge romànica de la Mare de Déu que, segons la tradició, és la que portava a la seva cadira de muntar Jiménez de Rada a la batalla de les Navas de Tolosa. És una obra tosca i desproporcionada, de principis del segle xiii. També es guarda el bàcul de coure amb caboixons, que va ser trobat al sepulcre de l'abat Martín de Finojosa. Pel braç nord es passa a la torre, edificada al segle xii, que té un capitell afegit en el XVII. Des de la torre s'accedeix a una dependència que al segle xiii va ser sala capitular, amb entrada des del claustre i que en el XVI es va transformar en sagristia. Més al nord hi ha la capella de Profundis a la qual s'arriba des del claustre. Allà s'exposaven i vetllaven els cadàvers dels monjos fins al moment de ser enterrats. Anteriorment sembla que era un lloc de treball o biblioteca. El cor alt té una bona cadirat de noguera fabricada a la segona meitat del segle xvi.

### Claustres
Des de la nau esquerra de l'església s'accedeix, per una porta que es va obrir al segle xii, al claustre anomenat dels Cavallers; va prendre aquest nom perquè va ser lloc d'enterrament de famílies de la noblesa i persones il·lustres. És un bon exemple de claustre gòtic cistercenc.

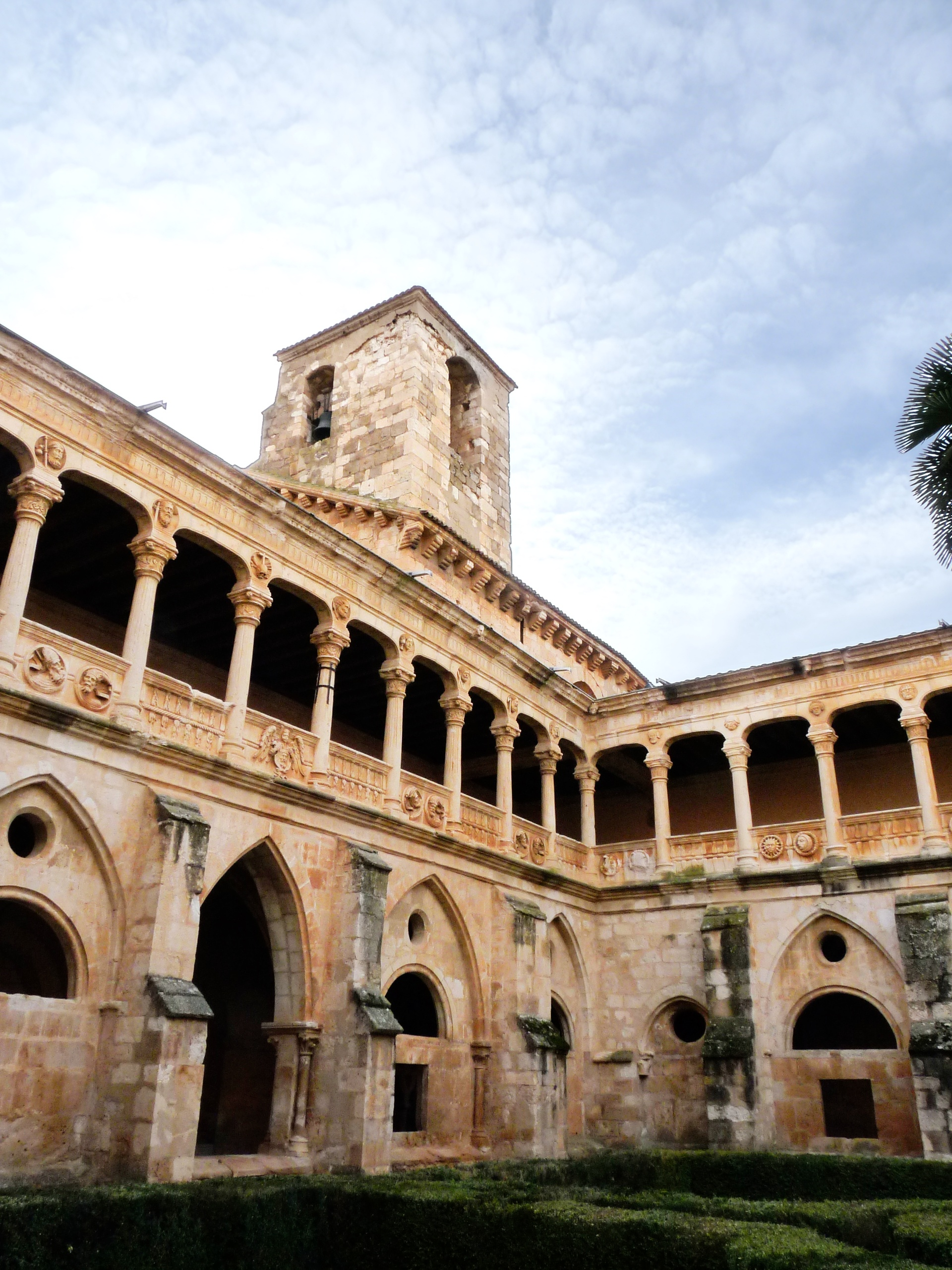
Vista del claustre gòtic/plateresc i de la torre

Al mur nord hi ha la façana del refectori, del segle xii, que presenta un frontó amb rosassa i una porta amb arquivolta molt semblant a la porta principal de l'església. El refectori és l'obra mestra del monestir. Es va començar a construir el 1215 a costa de Martín Nuño de Finojosa, nebot de l'abat Finojosa. Es tracta d'una gran nau amb volta sexpartida i amb bells finestrals d'arc apuntat que proporcionen molta llum a les nits. En un dels murs es va construir l'escala embotida a la paret, coberta per volta en rampa, que dona accés a la tribuna o púlpit des del qual un monjo llegia als seus companys algun llibre piadós mentre menjaven. L'historiador espanyol d'art Vicente Lampérez Romea assegura que es tracta de l'exemplar més bell i ampli de tots els coneguts a Espanya, i que pot molt bé competir amb els més bells de l'Europa monàstica. L'historiador francès Elie Lambert fa unes declaracions semblants.
Aquest refectori es comunica amb una monumental cuina que té en el centre una immensa llar quadrada, recolzada en quatre arcs apuntats, interessantíssim exemplar de tipus espanyol.
Des del claustre baix dels Cavallers es puja a la part superior per una magnífica escala d'honor construïda en 1600, que desemboca en el claustre alt, obra renaixentista que es va començar a construir en 1533 i es va acabar el 1547. Les galeries d'aquest claustre presenten arcs molt rebaixats i balustres i una ornamentació de medallons que donen nom a cadascuna d'elles:
- Galeria de Reis (a partir d'Enric I).
- Galeria d'Apóstolos.
- Galeria de capdavanters (cabdills militars).
- Galeria de Profetes.

Per l'interior d'aquestes galeries poden veure's en determinats espais els bustos d'alguns monjos del monestir que es van destacar per la seva virtut o per alguna altra qüestió.
Des del claustre alt s'accedeix a la biblioteca del segle xii. És un ampli saló decorat al gust del segle xvii. Se sap que guardava al voltant de 4.000 volums, molts dels quals es conserven a la biblioteca pública de Sòria.
Des del claustre baix es pot arribar a l'altre claustre anomenat de la Hospedería, obra d'estil herrerià, construïda aproximadament cap al 1582. Un dels laterals tenia les estances destinades als pelegrins que anaven a fer el camí de Sant Jaume.
La sala capitular d'aquest claustre és del segle XII; se la coneixia des d'antic amb el nom de cavallerissa d'Alfons VIII. Els historiadors consideren un error aquesta denominació a jutjar per la seva estructura i ornamentació, però es desconeix el seu destí. A l'ala occidental hi havia el cup i el graner.